# Walckenaeria baborensis
Walckenaeria baborensis là một loài nhện trong họ Linyphiidae.
Loài này thuộc chi Walckenaeria. Walckenaeria baborensis được Robert Bosmans miêu tả năm 1993.